# Beto O’Rourke
Robert Francis "Beto" O’Rourke (El Paso, 1972. szeptember 26. –) amerikai üzletember, zenész és politikus, aki Texas 16. kongresszusi kerületét képviselte a képviselőházban 2013 és 2019 között. Indult a 2020-as demokrata párti elnökjelöltségért folyó előválasztáson.

## Pályafutása
O’Rourke El Pasóban született egy, a helyi politikában ismert családban, és a Woodberry Forrest Iskolában és a Columbia Egyetemen végzett.
O'Rourke rövid zenei karrierjét basszusgitárosként kezdte a Foss poszt-hardcore zenekarban. A diploma megszerzése után visszatért El Pasóba, és üzleti karrierbe kezdett. 2005-ben beválasztották az El Pasó-i városi tanácsba; 2011-ig ott tevékenykedett. O'Rourke-ot 2012-ben választották az Egyesült Államok képviselőházába, miután legyőzte a nyolcszor megválasztott Silvestre Reyest a demokrata előválasztáson. 
O’Rourke-ot 2014-ben és 2016-ban is újraválasztották a képviselőházba, de 2018-ban nem indult újra. Ehelyett a hivatalban levő republikánus Ted Cruz szenátusi helyét próbálta megszerezni. Bár ez nem sikerült neki, a kampány során országos ismertséget szerzett; a választáson 48,3%-ot kapott egy túlnyomórészt republikánus államban egy jól ismert jelölt ellen.
2019. március 14-én O’Rourke bejelentette kampányát az elnöki posztért a 2020-as választáson. Novemberben felfüggesztette kampányát, 2020. március 2-án, egy nappal a szuperkeddi választás előtt pedig bejelentette, hogy Joe Bident támogatja.

## Fordítás
- Ez a szócikk részben vagy egészben  a   Beto O'Rourke című angol Wikipédia-szócikk ezen változatának fordításán alapul.  Az eredeti cikk szerkesztőit annak laptörténete sorolja fel. Ez a jelzés csupán a megfogalmazás eredetét és a szerzői jogokat jelzi, nem szolgál a cikkben szereplő információk forrásmegjelöléseként.